# José María Basualdo
José María Basualdo Elejalde (* 18. November 1948 in Luyando, Baskenland) ist ein ehemaliger spanischer Radrennfahrer und nationaler Meister im Radsport.

## Sportliche Laufbahn
Basualdo war Spezialist für Querfeldeinrennen (heutige Bezeichnung Cyclocross). 1974 wurde er in dieser Disziplin nationaler Meister. 1975 verteidigte er den Titel. 1969 wurde er Vize-Meister. 1978 siegte er erneut im Meisterschaftsrennen. Als Amateur gewann er bei den UCI-Weltmeisterschaften 1970 die Silbermedaille hinter Robert Vermeire.
Von 1971 bis 1976 war er als Berufsfahrer aktiv. Er begann seine Profikarriere im Radsportteam Kas und blieb während seiner gesamten Laufbahn bei diesem Team. Mehrfach war er am Start der UCI-Cyclocross-Weltmeisterschaften. 1972 wurde er 5., 1973 8. und 1976 17. des Titelkampfes.